# Вијагра у превенцији Алцхајмерове болести
Вијагра у превенцији Алцхајмерове болести поред терапије еректилне дисфункције  потенцијално би могла да се користи и као третман за Алцхајмерову болест, наводи се у новој студији објављеној у часопису Природа старења.

## Позадина
Пацијенти који су користили лек силденафил цитрат  генерички назив за Вијагру, имали су 69% мање шансе да развију Алцхајмерову болест од оних који не користе овај лек.
Према наводима др Фејксионг Ченг, водећег аутора студије у Институту за геномску медицину Кливлендске клинике: Силденафил цитрат, је показа да значајно побољшава когницију и памћење у претклиничким моделима, и да  је употреба силденафила смањила вероватноћу Алцхајмерове болести код особа са коронарном болешћу, хипертензијом и дијабетесом типа 2 , што су све коморбидитети који су значајно повезани са ризиком од болести, као и код оних без ове болести.
Алцхајмерова болест, која је најчешћи облик деменције повезане са старошћу, погађа на стотине милиона људи широм света. Очекује се да ће болест погодити скоро 14 милиона Американаца до 2050. годинеа, а за сада не  постоји одобрени третман за њу.
Ченг и колеге са Кливлендске клинике користили су велику мрежу за мапирање гена да анализирају да ли више од 1.600 лекова одобрених од стране ФДА може да делује против Алцхајмерове болести. У овој студији и којој су они  дали више оцене лековима који циљају и амилоидне и тау протеине у мозгу (која су два обележја болести), силденафил цитрат се нашао на врху листе.
Затим су истраживачи користили базу података захтева за здравствено осигурање за више од 7 милиона људи у САД да би разумели везу између силденафил цитрата и исхода Алцхајмерове болести. Они су упоредили кориснике силденафил цитрат са онима који не користе и открили да су они који су користили лек имали 69% мање шансе да имају неуродегенеративну болест, чак и након 6 година праћења.
Након тога, истраживачки тим је дошао до лабораторијског модела који је показао да силденафил цитрат повећава раст можданих ћелија и циља тау протеине. Лабораторијски модел би могао да укаже на то како лек утиче на промене мозга повезане са болешћу.
Али Ченг је упозорио да се прерано не доносе чврсти закључци,јер студија не показује узрочну везу између силденафил цитрата и Алцхајмерове болести, и да ће истраживачи морати да спроведу клиничка испитивања са плацебо контролом да би видели колико добро лек делује.
Други истраживачи су рекли да налази нуде нови пут за истраживање, али још не дају чврсте одговоре.
Према наводима др Сузан Колхас, директорке за истраживања у Алцхајмеровом истраживачком  у Великој Британији, за Научни медијски центар „Могућност пренамене лека који је већ лиценциран за одређена здравствена стања могла би да помогне да се убрза процес откривања лека и да се брже спроведу третмани деменције који мењају пацијентима живот“.
Иако досадашња  истраживање указују на то да је силденафил одговоран за смањење ризика од деменције, или да успорава или зауставља болести доктори га вероватно још неће препоручити као као превенцију Алцхајмерове болести, све док се то не потврди новим студијама које следе.